# Зала слави піснярів
Зала слави піснярів (англ. Songwriters Hall of Fame «SHOF») — американська організація та музей, засновані 1969 року американським піснярем Джонні Мерсером та видавцями Ейбом Олманом і Гоуї Річмондом. «Зала слави піснярів» покликана відзначати авторів пісень, що здобувають популярність у США, а також перспективних молодих талантів. До 2010 року «Зала Слави» існувала лише віртуально, після цього вже була представлена як галерея у «Музеї Греммі» (The Grammy Museum) в Лос-Анджелесі. 
2019 року «Зала слави піснярів» налічувала 439 осіб, серед яких представлені як окремі композитори, так і музичні гурти. До «Зали слави піснярів» потрапили, зокрема, композитори Леонард Бернстайн та Джордж Гершвін, сім’ї яких були емігрантами з України. 

## 1970-1979
1970
- Fred E. Ahlert
- Ernest Ball
- Katharine Lee Bates
- Ірвінг Берлін
- William Billings
- James A. Bland
- James Brockman
- Lew Brown
- Nacio Herb Brown
- Alfred Bryan
- Joe Burke
- Johnny Burke
- Anne Caldwell
- Harry Carroll
- Sidney Clare
- Джордж Кохан
- Con Conrad
- Sam Coslow
- Hart Pease Danks
- Reginald De Koven
- Peter De Rose
- Buddy De Sylva
- Mort Dixon
- Walter Donaldson
- Paul Dresser
- Dave Dreyer
- Al Dubin
- Вернон Дюк
- Gus Edwards
- Raymond B. Egan
- Daniel Decatur Emmett
- Ted Fiorito
- Fred Fisher
- Стівен Фостер
- Джордж Гершвін
- L. Wolfe Gilbert
- Patrick Gilmore
- Mack Gordon
- Ferde Grofe
- Вуді Гатрі
- Oscar Hammerstein II
- Вільям Генді
- James F. Hanley
- Otto Harbach
- Charles K. Harris
- Lorenz Hart
- Ray Henderson
- Victor Herbert
- Billy Hill
- Joseph E. Howard
- Джулія Ворд Гау
- Carrie Jacobs-Bond
- Howard Johnson
- James P. Johnson
- James Weldon Johnson
- Arthur Johnston
- Isham Jones
- Скотт Джоплін
- Irving Kahal
- Gus Kahn
- Bert Kalmar
- Джером Керн
- Френсіс Скотт Кі
- Ледбеллі
- Sam M. Lewis
- Frank Loesser
- Ballard MacDonald
- Edward Madden
- Joseph McCarthy
- Jimmy McHugh
- George W. Meyer
- James V. Monaco
- Neil Moret
- Theodore F. Morse
- Lewis F. Muir
- Ethelbert Nevin
- Jack Norworth
- Chauncey Olcott
- John Howard Payne
- James Pierpont
- Lew Pollack
- Коул Портер
- Ralph Rainger
- Harry Revel
- Eben E. Rexford
- Джиммі Роджерс
- Річард Роджерс
- Sigmund Romberg
- George F. Root
- Billy Rose
- Vincent Rose
- Harry Ruby
- Bob Russell
- Jean Schwartz
- Harry B. Smith
- Samuel Francis Smith
- Ted Snyder
- John Philip Sousa
- Andrew B. Sterling
- Harry Tierney
- Charles Tobias
- Roy Turk
- Egbert Van Alstyne
- Albert Von Tilzer
- Harry Von Tilzer
- Fats Waller
- Samuel A. Ward
- Курт Вайль
- Percy Wenrich
- Richard A. Whiting
- Clarence Williams
- Генк Вільямс
- Spencer Williams
- Septimus Winner (Sep)
- Harry M. Woods
- Henry Clay Work
- Allie Wrubel
- Вінсент Юманс

1971
- Гарольд Арлен
- Hoagy Carmichael
- Дюк Еллінгтон
- Dorothy Fields
- Rudolf Friml
- Айра Гершвін
- Алан Джей Лернер
- Джонні Мерсер
- Jimmy Van Heusen
- Гаррі Воррен

1972
- Harold Adamson
- Milton Ager
- Burt Bacharach
- Леонард Бернстайн
- Jerry Bock
- Irving Caesar
- Семмі Кан
- J. Fred Coots
- Hal David
- Howard Dietz
- Sammy Fain
- Arthur Freed
- Haven Gillespie
- John Green
- Yip Harburg
- Sheldon Harnick
- Ted Koehler
- Burton Lane
- Edgar Leslie
- Фредерік Лоу
- Joseph Meyer
- Mitchell Parish
- Andy Razaf
- Leo Robin
- Arthur Schwartz
- Піт Сіґер
- Carl Sigman
- Jule Styne
- Ned Washington
- Mabel Wayne
- Paul Francis Webster
- Jack Yellen

1975
- Louis Alter
- Mack David
- Benny Davis
- Edward Eliscu
- Bud Green
- Lou Handman
- Edward Heyman
- Джек Лоуренс
- Stephen Sondheim

1977
- Ray Evans
- Jay Livingston

## 1980-1989
1980
- Alan Bergman
- Marilyn Bergman
- Betty Comden
- Adolph Green
- Herb Magidson

1981
- Cy Coleman
- Jerry Livingston
- Johnny Marks

1982
- Rube Bloom
- Боб Ділан
- Джеррі Герман
- Gordon Jenkins
- Harold Rome
- Jerry Ross
- Пол Саймон
- Al Stillman
- Meredith Willson

1983
- Harry Akst
- Ralph Blane
- Ervin Drake
- Fred Ebb
- Bob Hilliard
- John Kander
- Hugh Martin
- Neil Sedaka
- Harry Tobias
- Alec Wilder
- Стіві Вандер

1984
- Richard Adler
- Bennie Benjamin
- Ніл Даймонд
- Norman Gimbel
- Al Hoffman
- Генрі Манчіні
- Maceo Pinkard
- Біллі Стрейгорн
- George David Weiss

1985
- Saul Chaplin
- Gene De Paul
- Кріс Крістоферсон
- Jerry Leiber
- Carolyn Leigh
- Don Raye
- Fred Rose
- Mike Stoller
- Charles Strouse

1986
- Чак Беррі
- Boudleaux Bryant
- Felice Bryant
- Marvin Hamlisch
- Бадді Голлі
- Jimmy Webb

1987
- Сем Кук
- Gerry Goffin
- Керол Кінг
- Джон Леннон
- Barry Mann
- Пол Маккартні
- Bob Merrill
- Carole Bayer Sager
- Cynthia Weil

1988
- Leroy Anderson
- Ноел Ковард
- Lamont Dozier
- Brian Holland
- Eddie Holland

1989
- Lee Adams
- Leslie Bricusse
- Eddie DeLange
- Anthony Newley
- Рой Орбісон

## 1990-1999
1990
- Джим Кроче
- Мішель Легран
- Смокі Робінсон

1991
- Jeff Barry
- Otis Blackwell
- Howard Greenfield
- Ellie Greenwich
- Антоніу Карлус Жобін

1992
- Linda Creed
- Біллі Джоел
- Елтон Джон
- Mort "Doc" Pomus
- Mort Shuman
- Берні Топін

1993
- Пол Анка
- Мік Джаггер
- Bert Kaempfert
- Herb Rehbein
- Кіт Річардс

1994
- Баррі Гібб
- Maurice Gibb
- Робін Гібб
- Отіс Реддінг
- Лайонел Річі
- Карлі Саймон

1995
- Bob Crewe
- Kenneth Gamble
- Bob Gaudio
- Leon Huff
- Ендрю Ллойд Веббер
- Макс Стайнер

1996
- Шарль Азнавур
- Джон Денвер
- Ray Noble

1997
- Harlan Howard
- Jimmy Kennedy
- Ernesto Lecuona
- Джоні Мітчелл
- Філ Спектор

1998
- Джон Баррі
- Dave Bartholomew
- Фетс Доміно
- Larry Stock
- Джон Вільямс

1999
- Bobby Darin
- Пеггі Лі
- Тім Райс
- Брюс Спрінгстін

## 2000-2009
2000
- Джеймс Браун
- Гленн Фрай
- Дон Генлі
- Curtis Mayfield
- Джеймс Тейлор
- Браян Вілсон

2001
- Ерік Клептон
- Віллі Нельсон
- Доллі Партон
- Diane Warren
- Paul Williams

2002
- Ніколас Ешфорд
- Майкл Джексон
- Баррі Манілов
- Ренді Ньюман
- Валері Сімпсон
- Стінг

2003
- Філ Коллінз
- Джон Дікон
- Літл Річард
- Браян Мей
- Фредді Мерк'юрі
- Van Morrison
- Роджер Тейлор

2004
- Charles Fox
- Ел Грін
- Daryl Hall
- Дон Маклін
- John Oates
- Barrett Strong
- Norman Whitfield

2005
- Девід Бові
- Steve Cropper
- Джон Фогерті
- Айзек Гейз
- David Porter
- Richard M. Sherman
- Robert B. Sherman
- Білл Візерс

2006
- Thom Bell
- Henry Cosby
- Mac Davis
- Will Jennings
- Sylvia Moy

2007
- Don Black
- Irving Burgie
- Джексон Браун
- Merle Haggard
- Michael Masser
- Teddy Randazzo
- Bobby Weinstein

2008
- Дезмонд Чайлд
- Albert Hammond
- Лоретта Лін
- Алан Менкен
- John Sebastian

2009
- Джон Бон Джові
- Eddie Brigati
- Felix Cavaliere
- Roger Cook
- David Crosby
- Roger Greenaway
- Galt MacDermot
- Graham Nash
- James Rado
- Gerome Ragni
- Річі Самбора
- Stephen Schwartz
- Стівен Стіллз

## 2010-2019
2010
- Tom Adair
- Philip Bailey
- Леонард Коен
- Matt Dennis
- Jackie DeShannon
- Larry Dunn
- Девід Фостер
- Johnny Mandel
- Боб Марлі
- Al McKay
- Laura Nyro
- Sunny Skylar
- Jesse Stone
- Моріс Вайт
- Verdine White

2011
- John Bettis
- Гарт Брукс
- Tom Kelly
- Леон Расселл
- Billy Steinberg
- Allen Toussaint

2012
- Tom Jones
- Don Schlitz
- Боб Сігер
- Gordon Lightfoot
- Harvey Schmidt
- Jim Steinman

2013
- Lou Gramm
- Tony Hatch
- Mick Jones
- Holly Knight
- Joe Perry
- J. D. Souther
- Стівен Тайлер

2014
- Ray Davies
- Донован
- Graham Gouldman
- Mark James
- Jim Weatherly

2015
- Bobby Braddock
- Віллі Діксон
- Джеррі Гарсія
- Myriam Hernández
- Robert Hunter
- Toby Keith
- Сінді Лопер
- Лінда Перрі

2016
- Elvis Costello
- Bernard Edwards
- Марвін Гей
- Том Петті
- Nile Rodgers
- Chip Taylor

2017
- Бейбіфейс
- Peter Cetera
- Berry Gordy
- Jimmy Jam and Terry Lewis
- Джей Зі
- Robert Lamm
- Макс Мартін
- James Pankow

2018
- Bill Anderson
- Robert "Kool" Bell
- Ronald Bell
- George Brown
- Steve Dorff
- Жермен Дюпрі
- Alan Jackson
- Джон Мелленкемп
- James "J.T." Taylor
- Allee Willis

2019
- Dallas Austin
- Міссі Елліотт
- Tom T. Hall
- John Prine
- Кет Стівенс
- Jack Tempchin

## 2020-2029
2022